# ベニシジミ
ベニシジミ（紅小灰蝶、学名：Lycaena phlaeas）は、チョウ目（鱗翅目）シジミチョウ科ベニシジミ属に分類されるチョウの一種。

## 概要
春に日当たりの良い草原でよく見られる小さな赤褐色のチョウである。成虫の前翅長は1.5 cmほど。前翅の表は黒褐色の縁取りがあり、赤橙色の地に黒い斑点がある。後翅の表は黒褐色だが、翅の縁に赤橙色の帯模様がある。翅の裏は表の黒褐色部分が灰色に置き換わっている。時に白化する場合もある。
鹿児島県でレッドリストの「分布特性上重要」（出典）の指定を受けている。
1997年（平成9年）11月28日発売の30円普通切手の意匠になった。切手は2015年（平成27年）9月30日に販売を終了した。

## 分布
ユーラシア大陸と北アメリカ大陸に広く分布する。多くの亜種に分かれていて、そのうち日本の北海道から屋久島に生息するのは亜種 L. p. daimio Seitz である。北米東部に分布する亜種 L. p. americana Harris は、人間の活動で荒れた土地でよく繁殖し、主な食草がヨーロッパからの移入種ヒメスイバであるために現在では植民地時代にヨーロッパから帰化したと考えられている。なお、北米西部の寒冷地に分布する亜種は固有種である。

## 生活環
成虫は年に3-5回ほど、春から秋にかけて発生するが、特に春から初夏、4月から6月にかけて多く見られる。春に発生する成虫（春型）は赤橙色の部分が鮮やかだが、夏に発生する成虫（夏型）は黒褐色部分が太く、黒い斑点も大粒になる。
冬は幼虫で越冬する。
幼虫の食草はスイバ、ギシギシ、ノダイオウなどのタデ科植物で、卵もタデ科植物に産みつけられる。幼虫は脚の無いワラジムシのような形をしている。ふつうは緑色だが紫の縦じまがある場合もあり、これはタデ科植物の葉と葉脈に似せた保護色とみられる。
|    |      |              |
| 卵 | 幼虫 | 表面（夏型） |